# 滋賀県道45号石原八日市線
滋賀県道45号石原八日市線（しがけんどう45ごう いしわらようかいちせん）は、滋賀県東近江市から蒲生郡日野町を経由して東近江市蛇溝町交差点に至る県道（主要地方道）である。

## 概要
東近江市内に入って大凧通り - 布引街道と変わる。

### 路線データ
- 起点：東近江市鋳物師町（鋳物師交差点、滋賀県道175号朝日野停車場線交点）
- 終点：東近江市蛇溝町（蛇溝町交差点、滋賀県道13号彦根八日市甲西線交点）

## 歴史
- 1993年（平成5年）5月11日 - 建設省から、県道石原八日市線・県道高木八日市線の一部が石原八日市線として主要地方道に指定される[1]。

## 路線状況

### 重複区間
- 滋賀県道524号桜川西中在寺線（蒲生郡日野町蓮花寺 - 東近江市綺田町）
- 滋賀県道170号高木八日市線（東近江市芝原町・芝原町交差点 - 東近江市蛇溝町・蛇溝町交差点）

## 地理

### 通過する自治体
- 東近江市
- 蒲生郡日野町
- 東近江市
- 蒲生郡日野町
- 東近江市

### 交差する道路
- 滋賀県道175号朝日野停車場線（東近江市鋳物師町・鋳物師交差点、起点）
- 滋賀県道524号桜川西中在寺線（蒲生郡日野町蓮花寺）
- 滋賀県道524号桜川西中在寺線（東近江市綺田町）
- 滋賀県道46号八日市蒲生線（東近江市石塔町・石塔交差点）
- 滋賀県道170号高木八日市線 布引街道（東近江市芝原町・芝原町交差点）
- 滋賀県道13号彦根八日市甲西線・滋賀県道170号高木八日市線（東近江市蛇溝町・蛇溝町交差点、終点）

### 沿線にある施設など
- 壺焼谷遺跡
- 京セラ滋賀工場八日市ブロック
- 東近江市布引運動公園陸上競技場
- 東近江市立布引小学校
- 近江鉄道本線長谷野駅